# Валерій Лозинський
Валерій Лозинський, або Лозінський (15 січня 1837 — 30 січня 1861) — польський письменник і публіцист, брат Броніслава та Владислава Лозинських, кузин історика Кароля Шайнохи та геолога Владислава Шайнохи

## Життєпис
Валерій Лозинський народився у місті Миколаєві Львівської області в сім'ї здібнілого польського шляхтича Валеріана Лозинського та його дружини Юлії із роду Левицьких. Спочатку батько працював адміністратором мандату, а тоді був переведений на посаду пошмайстра у с. Смільниця під м. Самбором, куди й переїхала вся сім'я. Там Валерій вступає до місцевої гімназії. У ній починає писати свої перші літературні твори під псевдонімом «Валенцій зі Смольниці». Перший закінчений роман отримав назву Kamień w Spasie («Камінь у Спасі»), проте він так й ніколи не був опублікованим. Окрім великої прози, хлопець пробує писати короткі сатиричні памфлети, зокрема про професора своєї гімназії, за що потім отримує значні неприємності. У 1855 році Валерія виключають з навчального закладу за активну патріотичну діяльність.
Вісімнадцятирічний Валерій переїжджає до Львова. Не бажаючи бути тягарем для своїх батьків, хлопець починає працювати в різних виданнях, зокрема в найстарішій польськомовній газеті «Gazeta Lwowska» («Львівська газета»). У ній друкує власні твори, в яких чітко виражалася політична позиція — аналізує революційну ситуацію в Галичині 1848 року («Весна народів»), за що має конфлікти з місцевою австрійською владою. Твори Валерія піддаються цензурі. Здавалося б, що на цьому прийшов кінець його творчої діяльності, але заборони тільки запалюють експансивного письменника. Хлопець ще більше використовує газети і журнали, щоб розкритикувати та висміяти австрійське правління.
Перший вагомий конфлікт Лозинського стався 1860 року з австрійським офіцером Телемом. Трохи поспішаючи ввечері, йдучи Гетьманськими Валами, Лозінський випадково штовхнув Телема, що якраз теж йшов цією дорогою. Звичайна сварка переросла у виклик на дуель, адже Лозинський перейшов межу — зачепив офіцерську гідність Телема, коли згадав йому поразку в битві з франко-італійською армією, і той кинув йому виклик. Щоправда, сміливість Телема згодом кудись поділась і, злякавшись, він повідомив про дуель поліцію. У поліційній дільниці обох претендентів змусили помиритися. Але впертий характер Лозінського не знав спокою. Тепер вже він послав своїх секундантів до Телема, мотивуючи це тим, що мир відбувся під тиском поліції. Телем знову дав задніх, звернувшись в штаб гарнізону. У кінцевому результаті секунданти Телема в присутності 15 офіцерів гарнізону вибачилися перед письменником.
Того ж 1860 року Лозинський викликав на дуель свого приятеля і роботодавця Яна Добжанського, який заборгував йому гонорар за роман. Сварка відбулася швидше за все в кав'ярні «Під тигром», де часто любив бувати письменник. Спочатку вони сварилися, а згодом почали битися, що переросло в домовленість про дуель. Змагалися на пістолетах, але оскільки влучити один в одного не вдалося, перейшли на шаблі. Тоді все закінчилось відносно добре — обоє з ранами голови завершили дуель, нарешті заспокоїлися та і пішли лікуватися додому.
У любовних справах Лозинському не щастило, Спочатку хлопець страждав через невзаємне кохання до актриси скарбківського театру Марії Сафіровни. Для неї письменник написав п'єсу, в якій вона зіграла головну роль, проте ситуації це не змінило. Після цього, до певної міри, Валерій був розчарований у коханні і навіть став холодним, прагматичним та неприступним.
Все змінив випадок долі. Приятель Лозинського Кароль Цішевський, редактор часопису «Czytelnią dla Młodzieży» («Читальня для молоді»), куди також писав Валерій, захворів та попросив підмінити його. Саме там, у редакції, Лозинський познайомився з нареченою свого друга — Анною Пшилецькою. Дівчина займалася коректуванням та редагуванням матеріалів. Краса і скромність Анни одразу припала до душі Валерію і, незважаючи на те, що вона була нареченою його друга, він почав упадати за нею і, що найцікавіше, домігся взаємності.
Звичайно, коли Кароль Цішевський одужав, між колишніми приятелями розпочалися конфлікти. Цішевський почав писати листи ще недавній нареченій, на які вона не відповідала, навіть погрожував, що накладе на себе руки. Лозинський назвав його «паперовим редактором» в одній з своїх статей, натомість колишній товариш почав розповсюджувати образливі памфлети про зрадливого друга. Власне після цього Валерій і викликав його на дуель.
10 січня 1861 року в підгір'ї вулиці Цитадельної та Калічої гори відбулася дуель між Каролем Цішевським і Валерієм Лозинським.

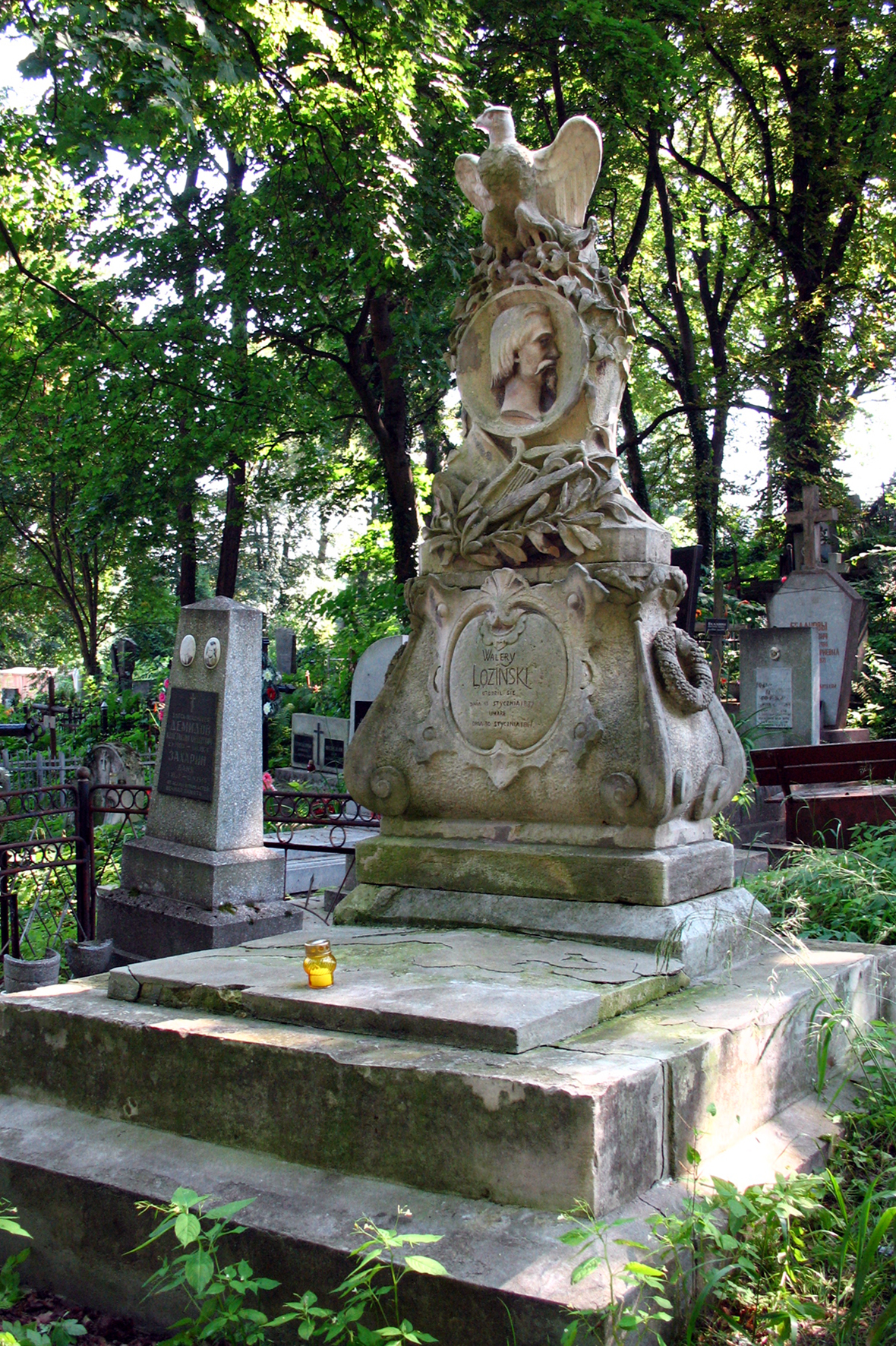

Їхній поєдинок тривав менше хвилини; Лозинський був нижчий ростом за Цішевського, та ще й до того погано бачив. Удар Лозинського прийшов Цішевському по плечу, натомість у відповідь зраджений дуелянт завдав Валерію удару в голову, натрапивши на колишню рану, що була в письменника від попереднього бою з Добжанським. Від такого удару Лозинський одразу знепритомнів. У лікарні пролежав малу кількість часу. Коли вийшов із неї, то одразу, сповнений нових сил та коханням, відправився до Пшилецьких, де й освідчився Анні. Дівчина дала згоду. Щасливий юнак вирішив розділити свою радість з друзями у місцевій кав'ярні. Був духе холодний вечір і Валерію раптово стало погано. З кав'ярні його вже забрали в лихоманці. Валерій протримався ще добу — помер від запалення мозкових оболонок (посттравматичного менінгіту та зараження крові). Письменник сконав зі словами на вустах: «Яке коротке і беззмістовне життя»…
Незадовго після трагічного випадку з Лозинським, Анна Пшилецька виїхала з родичами до Варшави і там вийшла заміж за Ігнація Крижановського, відомого польського музиканта. Правда померла жінка рано — відразу після народження доньки.
Письменник Владислав Завадський згадував, що 2 лютого 1861 року з кам'яниці під номером 13 вулиці Скарбківської (сучасної Лесі Українки) виносили скромну труну 24-річного літератора Валерія Лозінського. Його похорон став великою патріотичною маніфестацією, на яку завітала вся польська інтелігенція Львова. Близько тисячі людей зібралися процесією у напрямку до Личаківського кладовища, зокрема письменники, актори, редактори, студенти, працівники друкарень, шкільні товариші, щоб віддати шану Валерію.

## Творчість
Романи Лозинського з'являлися як епізоди у львівських газетах. Лозинський любив включати в сюжет різні історичні елементи, часто посилаючись на криваві події Галицької різанини 1846 року та Весни народів 1948 року. Твори коментували національні проблеми, соціальне становище, а також зберігали високий патріотичний тон. Його персонажі — це здебільшого селяни і дрібна шляхта з Самбірщини. Найвідоміша його повість «Zaklęty dwór» («Зачарований двір») перевидана після його смерті близько 60 разів та екранізована в Польщі в 1976 році. У ній розповідається про трансформацію схильного до авантюр юнака в героїчного конспіратора. Валерій також писав про людей, серед яких виріс і добре знав, мабуть, про себе і для себе. Інші твори автора:
- Bakałarz i druciarz (komedia) (1860)
- Czarny Matwij: powieść z życia ludu górskiego (lub: powieść góralska) (1860)
- Dwie nocy: powieść (1892)
- Pisma humorystyczne (1900)
- Szlachcic chodaczkowy (1857)
- Zaklęty dwór: powieść w dwóch tomach (1859).